# 国民議会 (スロベニア)
国民議会（こくみんぎかい、スロベニア語: Državni zbor）は、スロベニアの議会を構成する議院（下院）である。

## 議院構成

### 定数
90。

### 選挙制度
88人が非拘束名簿式比例代表制で選出され、残る2人は同国内のマイノリティであるイタリア系とハンガリー系からボルダ方式による選挙で選出される。この2人には、それぞれの民族グループに関する事案に対して拒否権が与えられている。

### 任期
4年。